# Eustrotia olivula
Eustrotia olivula är en fjärilsart som beskrevs av Achille Guenée 1852. Eustrotia olivula ingår i släktet Eustrotia och familjen nattflyn. Inga underarter finns listade i Catalogue of Life.